# 遠州森町パーキングエリア
遠州森町パーキングエリア（えんしゅうもりまちパーキングエリア）は、静岡県周智郡森町にある新東名高速道路のパーキングエリアである。仮称は「森町パーキングエリア（もりまちパーキングエリア）」であった。
併設している遠州森町スマートインターチェンジは、2014年3月29日に供用開始された。

## 道路
- E1A 新東名高速道路

## 歴史
- 2011年（平成23年）8月26日 : 正式名称が「森町PA（仮称）」から遠州森町PAに決定。
- 2012年（平成24年）4月14日 : 御殿場JCT - 三ヶ日JCT間開通に伴い供用開始。
- 2014年（平成26年）3月29日 : 遠州森町スマートICが供用開始。

## 施設

### 上り線（東京方面）
- 駐車場
  - 大型 80台
  - 小型 36台
  - 車椅子用大型 1
  - 車椅子用小型 1
  - ぷらっとパーク（7:00 - 22:00、駐車場 小型車 34台 / 身障者用 2台）[3]
- トイレ
  - 男性大 10（和式2・洋式8）
  - 男性小 18
  - 女性 44（和式4・洋式40）
  - 男児用小便器1
  - 車椅子用 1
- ハイウェイ情報ターミナル[3]
- おみやげ[4]
  - 遠州お土産処 あおい屋（7:00 - 21:00）
- フードコート[4]
  - もりかけ庵（7:00 - 21:00）
- 自動販売機

### 下り線（名古屋方面）
- 駐車場
  - 大型 80台
  - 小型 36台
  - 車椅子用大型 1
  - 車椅子用小型 1

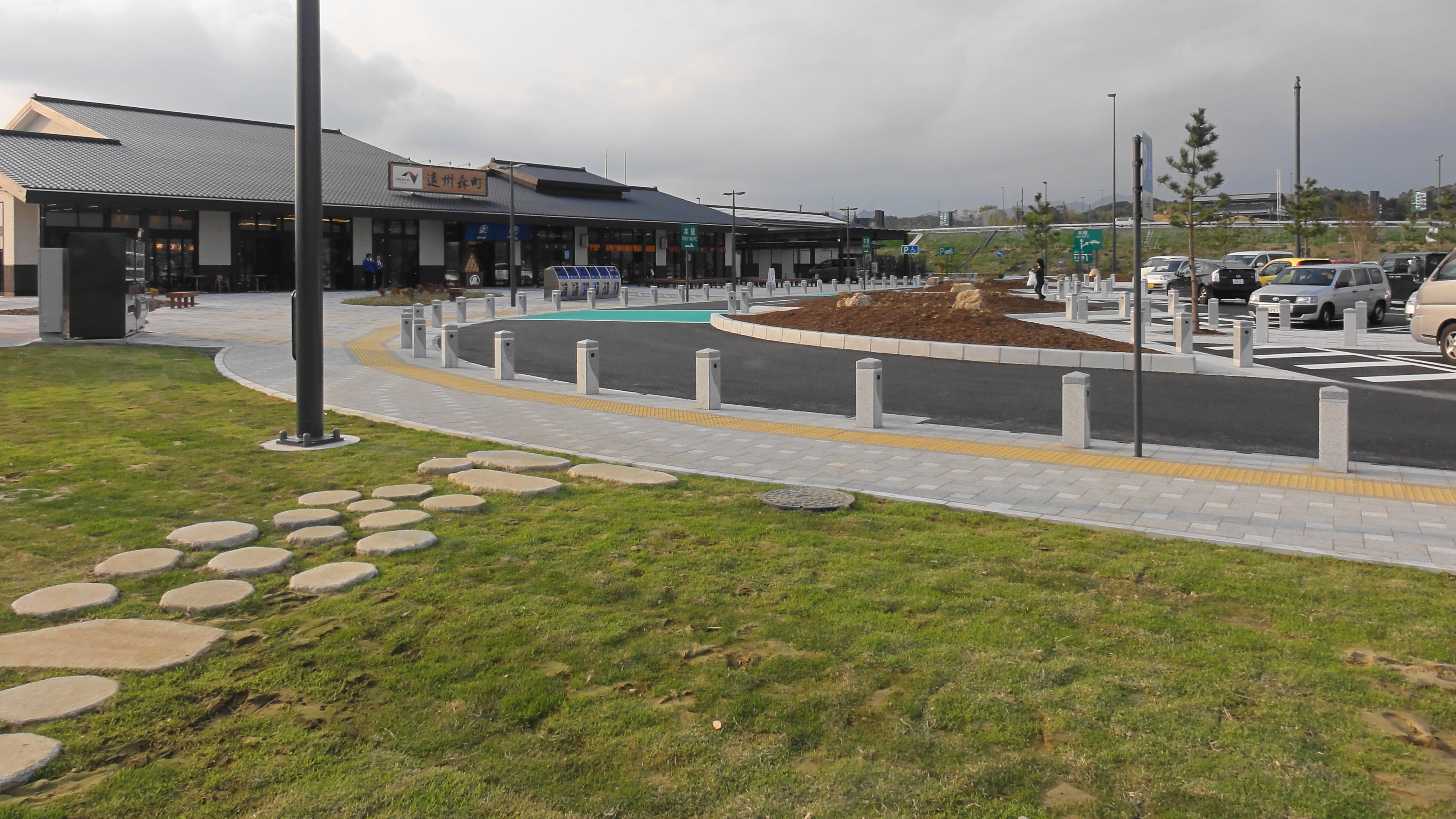
下り施設

  - ぷらっとパーク（24時間、駐車場 小型車 32台 / 身障者用 2台）[5]
- トイレ
  - 男性大 10（和式2・洋式8）
  - 男性小 18
  - 女性 44（和式4・洋式40）
  - 男児用小便器　1
  - 車椅子用 1
- ハイウェイ情報ターミナル[5]
- ATM（24時間）[5]
  - イーネット（スルガ銀行管理）
- コンビニエンスストア
  - デイリーヤマザキ（24時間）[5]
- おみやげ[6]
  - 森の楽市茶屋（7:00 - 22:00）
- 食品[6]
  - 森のパティスリー（10:00 - 18:00）
- フードコート[6]
  - ぶたたま食堂（7:00 - 21:00）
  - のっけどん（9:00 - 20:00）
  - 遠州製麺所（7:00 - 21:00）
  - 森町茶屋（9:00 - 20:00）
- 郵便ポスト（森町郵便局）[5]
- 自動販売機

### スマートインターチェンジ
遠州森町スマートインターチェンジ（えんしゅうもりまちスマートインターチェンジ）は、当パーキングエリアに併設されているスマートインターチェンジである。
スマートインターチェンジの設置箇所に採択され、2014年（平成26年）3月29日から上下線ともに中遠広域農道と接続（同農道を経て程なく静岡県道40号掛川天竜線とも接続）する出入口が設置されている。

#### 上り線（新静岡・東京方面）
- 運用時間 : 24時間
- 利用方向 : 新静岡・東京方面への流入、名古屋・大阪方面からの流出
- 対象車種 : ETCを搭載した全車種
- 接続道路 : 中遠広域農道・静岡県道40号掛川天竜線

#### 下り線（名古屋・大阪方面）
- 運用時間 : 24時間
- 利用方向 : 名古屋・大阪方面への流入、新静岡・東京方面からの流出
- 対象車種 : ETCを搭載した全車種
- 接続道路 : 中遠広域農道・静岡県道40号掛川天竜線

## 隣
E1A 新東名高速道路
(13)森掛川IC - (13-1)遠州森町PA/SIC - (13-2)新磐田SIC - (14)浜松浜北IC